# 67-й истребительный авиационный полк ПВО
67-й истребительный авиационный полк ПВО (67-й иап ПВО) — воинская часть авиации ПВО, принимавшая участие в боевых действиях при освобождении Бессарабии в 1939 году и Великой Отечественной войны.

## Наименования полка
- 67-й истребительный авиационный полк[1][2];
- 67-й истребительный авиационный полк ПВО[1][2];
- Войсковая часть (полевая почта) 06934[1][2].

## История и боевой путь полка
67-й истребительный авиационный полк сформирован в период с 25 августа по 17 сентября 1939 года в Калининском военном округе на аэродроме Ржев на самолётах И-16.

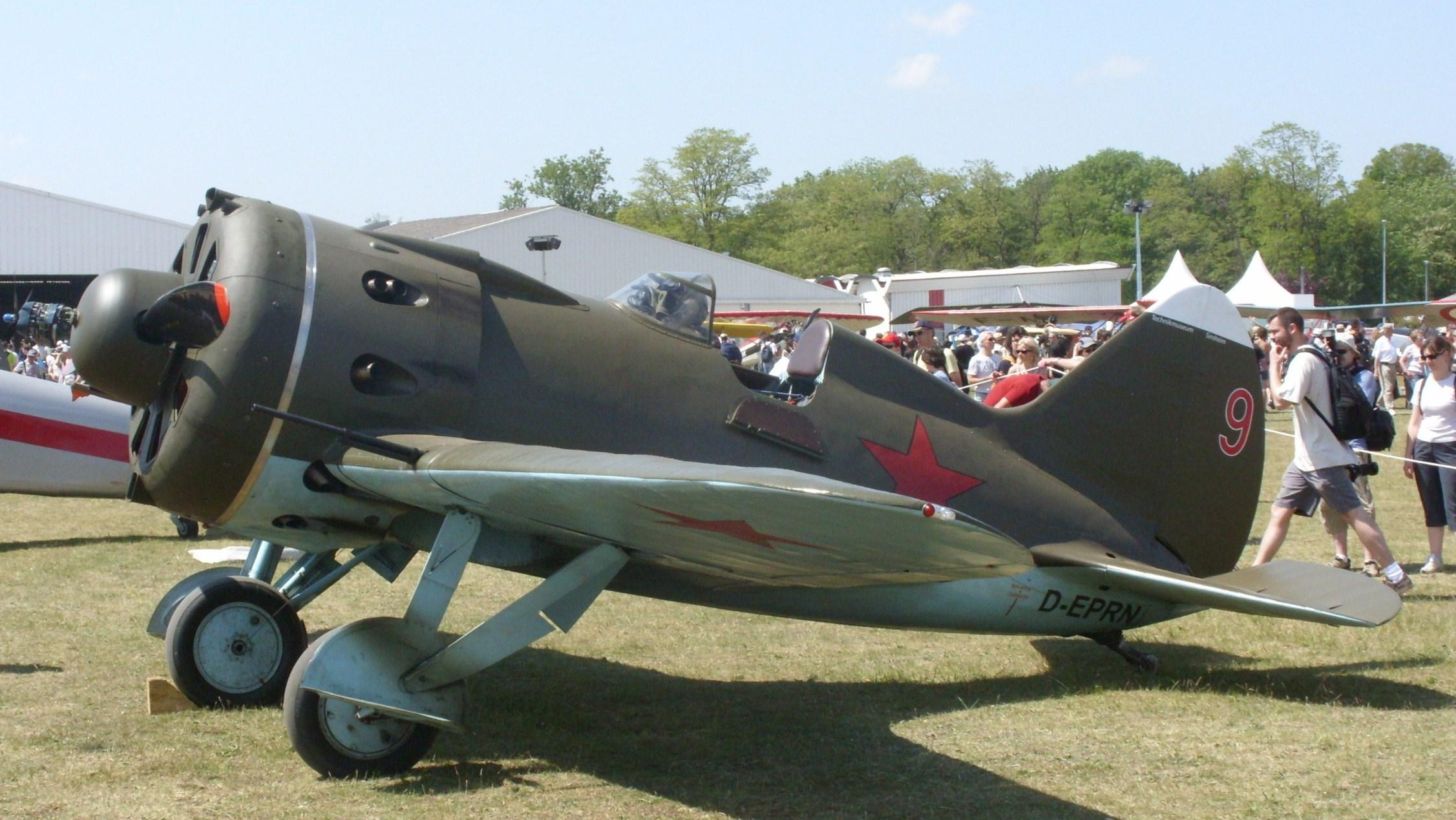
Самолёт И-16. На этом типе самолётов полк освобождал Бессарабию в 1940 году. На этих самолётах полк встретил войну и стал одним из самых результативных полков в первые дни войны.

С 12 по 16 мая полк перебазировался из Калининского военного округа в состав 43-й истребительной авиационной бригады ВВС Одесского военного округа на аэродром Одесса.
В период с 28 июня по 9 сентября 1940 года полк в составе 43-й истребительной авиационной бригады ВВС 9-й армии Южного фронта принимал участие в освобождении Бессарабии на самолётах И-16.
22 июня 1941 полк в составе 21-й смешанной авиационной дивизии (переформирована из 43-й истребительной авиационной бригады 1 августа 1940 года) ВВС Одесского военного округа (с началом войны преобразованы в ВВС Южного фронта) вступил в боевые действия против фашистской Германии и её союзников на самолётах И-16. Первые известные воздушные победы полка в Отечественной войне одержаны в интенсивных групповых воздушных боях в районе г. Болград, лётчики полка сбили, по разным источникам, от 13 до 18 самолётов противника. Уже 1 октября 1941 года полк ввиду потери самолётов и лётчиков выведен с фронта на доукомплектование.

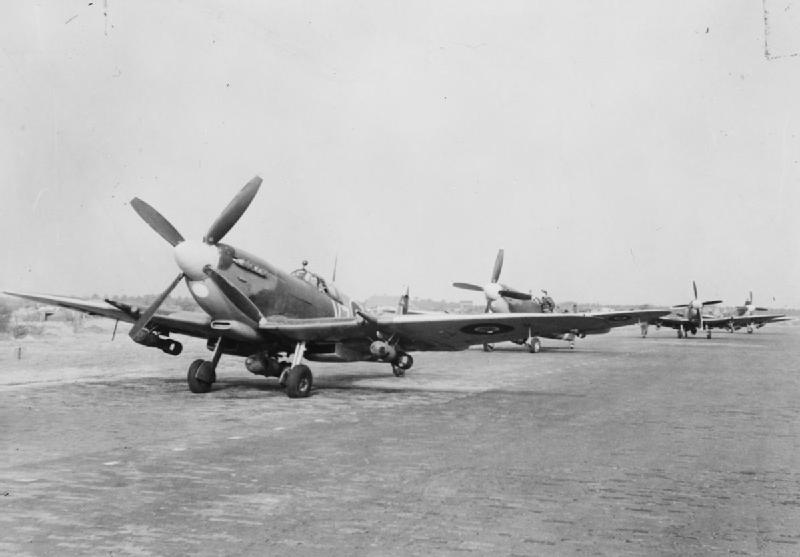
Самолёт Spitfire. На этом типе самолётов полк защищал небо Москвы с 1942 года.

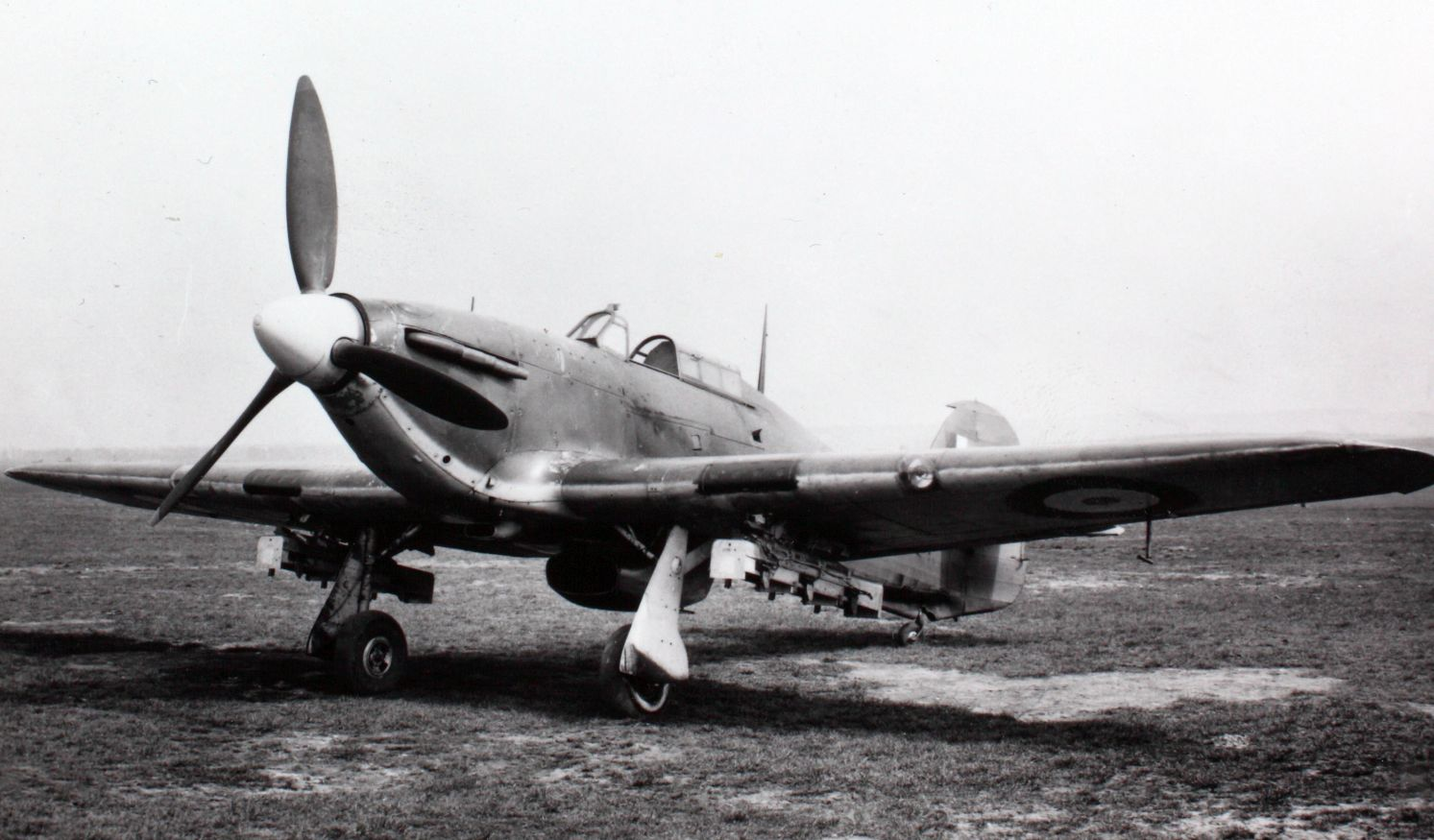
Самолёт Hawker Hurricane. Эти самолёты полк получил на вооружение в 1944 году.

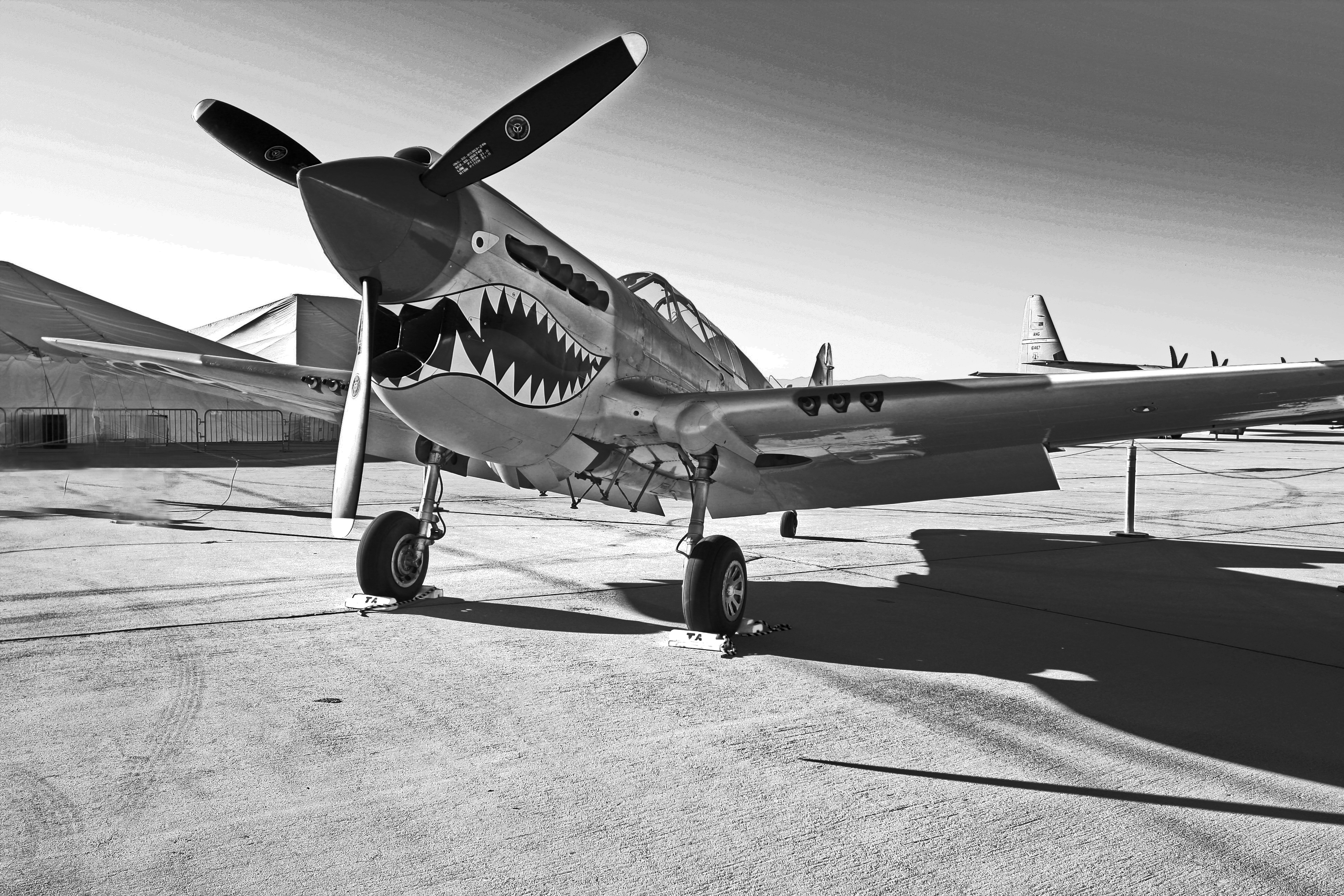
Самолёт Curtiss P-40. Эти самолёты полк получил на вооружение в 1944 году.

А период с 11 октября по 5 ноября 1941 года полк находился в 4-м запасном истребительном авиационном полку Орловского военного округа на аэродром Моршанск Тамбовской области, где переформирован по штату 015/174, при этом 1-я эскадрилья в полном составе передана на формирование 581-го иап ПВО. 6 ноября 1941 года полк железнодорожным эшелоном начал перебазирование в 17-й запасной истребительный авиационный полк Уральского военного округа в город Молотов (ныне город Пермь). Прибыл в Пермь полк 25 ноября. Начал переучивание на английские истребители Hawker Hurricane («Харрикейн»).
Окончив переучивание 5 января 1942 года полк перебазировался на аэродром Монино в Московский военный округ, прибыв 20 января 1942 года. На месте своего нового базирования полк производил сборку и облёт самолётов. С 3 февраля 1942 года полк приступил к боевой работе в составе 6-го истребительного авиакорпуса ПВО Московской зоны ПВО на самолётах «Харрикейн».
В июне 1943 года в связи с преобразованием 6-го иак ПВО в 1-ю воздушную истребительную армию ПВО Московского фронта ПВО полк вошёл во вновь сформированную в составе этого объединения 317-ю истребительную авиадивизию ПВО. В октябре 1943 года полк исключён из действующей армии. В августе 1944 года полк передан из 317-й иад ПВО в состав 319-й истребительной авиационной дивизии. Осенью 1944 года полк начал получать и осваивать английские истребители «Спитфайр»-IX. В январе 1945 года полк имел в боевом составе самолёты «Спитфайр»-IX и американские истребители Curtiss P-40 («Киттихаук»).
В июне 1946 года полк расформирован вместе с 319-й истребительной авиационной дивизией.

### В действующей армии
В составе действующей армии:
- с 22 июня 1941 года по 19 октября 1941 года;
- с 20 января 1942 года по 1 октября 1943 года.

### Итоги боевой деятельности полка в Великой Отечественной войне
Всего за годы войны полком.:
- Совершено боевых вылетов — 4002
- Проведено воздушных боёв — 162
- Сбито самолётов противника — 81, из них:
  - бомбардировщиков — 25
  - истребителей — 36
  - прочих типов — 20
- Уничтожено при штурмовках:
  - автомашины — 200
  - штабные автобусы — 2
  - батареи ЗА — 3
  - склады боеприпасов — 2
  - переправы — 3
  - цистерны — 12
- Свои потери (боевые):
  - лётчиков — 30 (боевые — 23; небоевые — 7)
  - самолётов — 43 (боевые — 28; небоевые — 15)

## Командир полка
- майор Семен Григорьевич Ильин 09.39 — 05.04.41[4]
- майор Рудаков Борис Афанасьевич 15.04.1941 — 1941
- майор Шолохов Леонид Александрович 22.06.1941 — ?
- майор Забабурин Василий Иванович, 01.01.1942 — 26.03.1943
- подполковник Воронин Иван Иванович, 10.04.1943 — 31.12.1945[5]